# Regno di Saguenay
Il Regno di Saguenay (francese: Royaume de Saguenay) trae origine da una leggenda algonchina, come riferito dai francesi durante la colonizzazione del XVI-XVII secolo.

## Descrizione
Secondo la leggenda algonchina c'era un regno a nord, in un posto chiamato Saguenay. I suoi abitanti erano biondi, ricchi di oro e di pellicce. Mentre era in prigione in Francia nel 1530-1540, il capotribù Donnacona raccontò storie al riguardo, parlando di grandi miniere di argento e d'oro. Gli esploratori francesi cercarono invano questo regno.
Nel ventunesimo secolo questa storia è considerata un mito, malinteso dagli europei, o un tentativo degli Algonchini di ingannare o confondere i Francesi. 
Tuttavia ci sono teorie che interpretano questa storia come un lontano ricordo degli insediamenti vichinghi nel Nord America, come L'Anse aux Meadows e Furðustrandir, nel Terranova.
Il nome Saguenay è sopravvissuto in molti nomi di luoghi moderni. La regione di Saguenay, e la città di Saguenay (Chicoutimi-Jonquière), si trova sulle sponde del fiume Saguenay in Québec. Dal fiume deriva anche l'omonima Saguey Herald del Canadian Heraldic Authority, parte della regione amministrativa di Saguay-Lac-Saint-Jean, che a volte viene metaforicamente chiamato il "regno di Saguay" come nelle iniziative turistiche.
Un progetto micronazionale nella regione di Saguenay, il "Regno di L'Anse-Saint-Jean" ha raggiunto un certo rilievo nel 1997.
Il nome Saguenay non è collegato a Saginaw, il nome del fiume, della baia e della città del Michigan di origine Ojibway.